# Jürgen Rühe
Jürgen Rühe (* 1961 in Enniger, Westfalen) ist ein deutscher Chemiker (Polymerchemie, Oberflächenchemie).
Rühe studierte Chemie an der Universität Münster und der Johannes Gutenberg-Universität Mainz, an der er 1989 bei Gerhard Wegner promoviert wurde. Die Dissertation fertigte er am Max-Planck-Institut für Polymerforschung in Mainz an über elektrisch leitende Polymere, speziell konjugierte Poly-Heterocyclen. Als Post-Doktorand war er am IBM-Forschungslabor in San José (Kalifornien), wo er sich mit  ultradünnen Polymerfilmen auf Computer-Festplatten befasste. Ab 1991 war er an der Universität Bayreuth als Habilitations-Stipendiat der Deutschen Forschungsgemeinschaft und Liebig-Stipendiat des Fonds der Chemischen Industrie und habilitierte sich 1995 mit einer Arbeit über die Grenzflächenchemie von Polymeren. Danach war er wieder am MPI für Polymerforschung in Mainz und leitete dort die Max-Planck-Forschungsgruppe für Grenzflächenchemie und hatte eine C3-Stelle. 1998 bis 2001 war er Gastprofessor (Visiting Associate Professor) an der Stanford University und wurde dort 1998 assoziiertes Mitglied des dortigen Center for Polymer Interfaces and Macromolecular Assemblies (CPIMA). 1999 wurde er Professor für Chemie und Physik von Grenzflächen in der Abteilung Mikrosystemtechnik (IMTEK) der Albert-Ludwigs-Universität Freiburg. Er ist deren geschäftsführender Direktor und außerdem Gründungsdirektor des Freiburg Institute for Advanced Studies (FRIAS). 2006 bis 2014 war er Vizerektor für Internationalisierung und Technologietransfer der Universität Freiburg.
Er war Gastwissenschaftler am Cavendish-Laboratorium in Cambridge, am RIKEN in Tokio und an der Stanford University.
Er befasst sich mit Polymerfilmen und Makromolekülen auf Grenzflächen, deren Selbstaufbau und mit deren Anwendung in der Mikrosystemtechnik. Dabei entwickelte er Methoden der Fixierung von Makromolekülen auf Oberflächen, Funktionalisierung von Oberflächen mit solchen Makromolekülen und photolithographische und verschiedene Druck-Verfahren für die Mikrostrukturierung von Oberflächen. Außerdem entwickelt er analytische Methoden zur Charakterisierung von ultradünnen Schichten von Polymeren auf Oberflächen und Anwendungen für die Medizin und Biotechnologie.
1997  erhielt er den Chemie-Preis der Akademie der Wissenschaften zu Göttingen. 2001 erhielt er den Dechema-Preis für richtungweisende experimentelle, theoretische und anwendungsorientierte Arbeiten zur Funktionalisierung von Grenzflächen durch oberflächenfixierte Makromoleküle (Laudatio).

## Schriften (Auswahl)
- mit O. Prucker: Polymer layers through self-assembled monolayers of initiators, Langmuir, Band 14, 1998, S. 6893–6898
- mit O. Prucker: Synthesis of poly (styrene) monolayers attached to high surface area silica gels through self-assembled monolayers of azo initiators, Macromolecules, Band 31, 1998, S. 592–601
- mit O. Prucker: Mechanism of radical chain polymerizations initiated by azo compounds covalently bound to the surface of spherical particles, Macromolecules, Band 31, 1998, S. 602–613
- mit O. Prucker u. a.: On the glass transition in ultrathin polymer films of different molecular architecture, Macromolecular Chemistry and Physics, Band 199, 1998, S. 1435–1444
- mit O Prucker, C. W. Frank, C. A. Naumann, W. Knoll: Photochemical attachment of polymer films to solid surfaces via monolayers of benzophenone derivatives, Journal of the American Chemical Society, Band 121, 1999, S. 8766–8770
- mit C. A. Naumann u. a.: The polymer-supported phospholipid bilayer: Tethering as a new approach to substrate− membrane stabilization, Biomacromolecules, Band 3, 2002, S. 27–35
- mit M. Ballauff u. a.: Polyelectrolyte brushes, in: Polyelectrolytes with Defined Molecular Architecture I, Springer 2004, S. 79–150
- mit R. Toomey, D. Freidank: Swelling behavior of thin, surface-attached polymer networks, Macromolecules, Band 37, 2004, S. 882–887
- mit C. Dorrer: Condensation and wetting transitions on microstructured ultrahydrophobic surfaces, Langmuir, Band 23, 2007, S. 3820–3824
- mit C. Dorrer: Wetting of silicon nanograss: from superhydrophilic to superhydrophobic surfaces, Advanced Materials, Band 20, 2008, S. 159–163
- mit C. Dorrer: Some thoughts on superhydrophobic wetting, Soft Matter, Band 5, 2009, S. 51–61